# Leyland (Lancashire)
Leyland – miasto w Anglii, w hrabstwie Lancashire, w dystrykcie South Ribble. Leży 40 km na północny zachód od miasta Manchester i 299 km na północny zachód od Londynu. Miasto liczy 38 000 mieszkańców.
W mieście rozwinął się przemysł spożywczy.